# Ethochorema kelion
Ethochorema kelion là một loài Trichoptera trong họ Hydrobiosidae. Chúng phân bố ở miền Australasia.